# العلاقات المارشالية الزامبية
العلاقات المارشالية الزامبية هي العلاقات الثنائية التي تجمع بين جزر مارشال وزامبيا.

## مقارنة بين البلدين
هذه مقارنة عامة ومرجعية للدولتين:
| وجه المقارنة                                              | جزر مارشال                     | زامبيا                         |
| --------------------------------------------------------- | ------------------------------ | ------------------------------ |
| المساحة (كم2)                                             | 181                            | 752.62 ألف                     |
| عدد السكان (نسمة)                                         | 53.13 ألف                      | 17.09 مليون                    |
| الكثافة السكانية (ن./كم²)                                 | 29.35 ألف                      | 22.71                          |
| العاصمة                                                   | ماجورو                         | لوساكا                         |
| اللغة الرسمية                                             | لغة إنجليزية، اللغة المارشالية | لغة إنجليزية                   |
| العملة                                                    | دولار أمريكي                   | كواشا زامبي، كواشا زامبي قديم ‏ |
| الناتج المحلي الإجمالي (بليون دولار)                      | 199.40 مليون                   | 25.81 مليار                    |
| الناتج المحلي الإجمالي (تعادل القوة الشرائية) بليون دولار | 207.25 مليون                   | 62.18 مليار                    |
| الناتج المحلي الإجمالي الاسمي للفرد دولار أمريكي          | 3.38 ألف                       | 1.30 ألف                       |
| الناتج المحلي الإجمالي للفرد دولار أمريكي                 | 3.80 ألف                       | 3.90 ألف                       |
| مؤشر التنمية البشرية                                      |                                | 0.586                          |
| رمز المكالمات الدولي                                      | +692                           | +260                           |
| رمز الإنترنت                                              | .mh                            | .zm                            |
| المنطقة الزمنية                                           | ت ع م+12:00                    | ت ع م+02:00                    |

## منظمات دولية مشتركة
يشترك البلدان في عضوية مجموعة من المنظمات الدولية، منها:
| علم المنظمة | اسم المنظمة                                 | تاريخ انضمام جزر مارشال | تاريخ انضمام زامبيا |
| ----------- | ------------------------------------------- | ----------------------- | ------------------- |
|             | البنك الدولي للإنشاء والتعمير               | 21 مايو 1992            | 23 سبتمبر 1965      |
|             | يونسكو                                      | 30 يونيو 1995           | 9 نوفمبر 1964       |
|             | الاتحاد الدولي للاتصالات                    | 22 فبراير 1996          | 23 أغسطس 1965       |
|             | مؤسسة التمويل الدولية                       | 23 سبتمبر 1992          | 23 سبتمبر 1965      |
|             | منظمة الشرطة الجنائية الدولية               | ?                       | ?                   |
|             | مؤسسة التنمية الدولية                       | 19 يناير 1993           | 23 سبتمبر 1965      |
|             | الأمم المتحدة                               | 17 سبتمبر 1991          | 1 ديسمبر 1964       |
|             | مجموعة دول أفريقيا والكاريبي والمحيط الهادئ | ?                       | ?                   |
|             | منظمة حظر الأسلحة الكيميائية                | ?                       | ?                   |